# Frank Hill (Komponist)
Frank Hill (* 25. November 1957 in Rostock) ist ein deutscher Komponist und Gitarrist.

## Leben

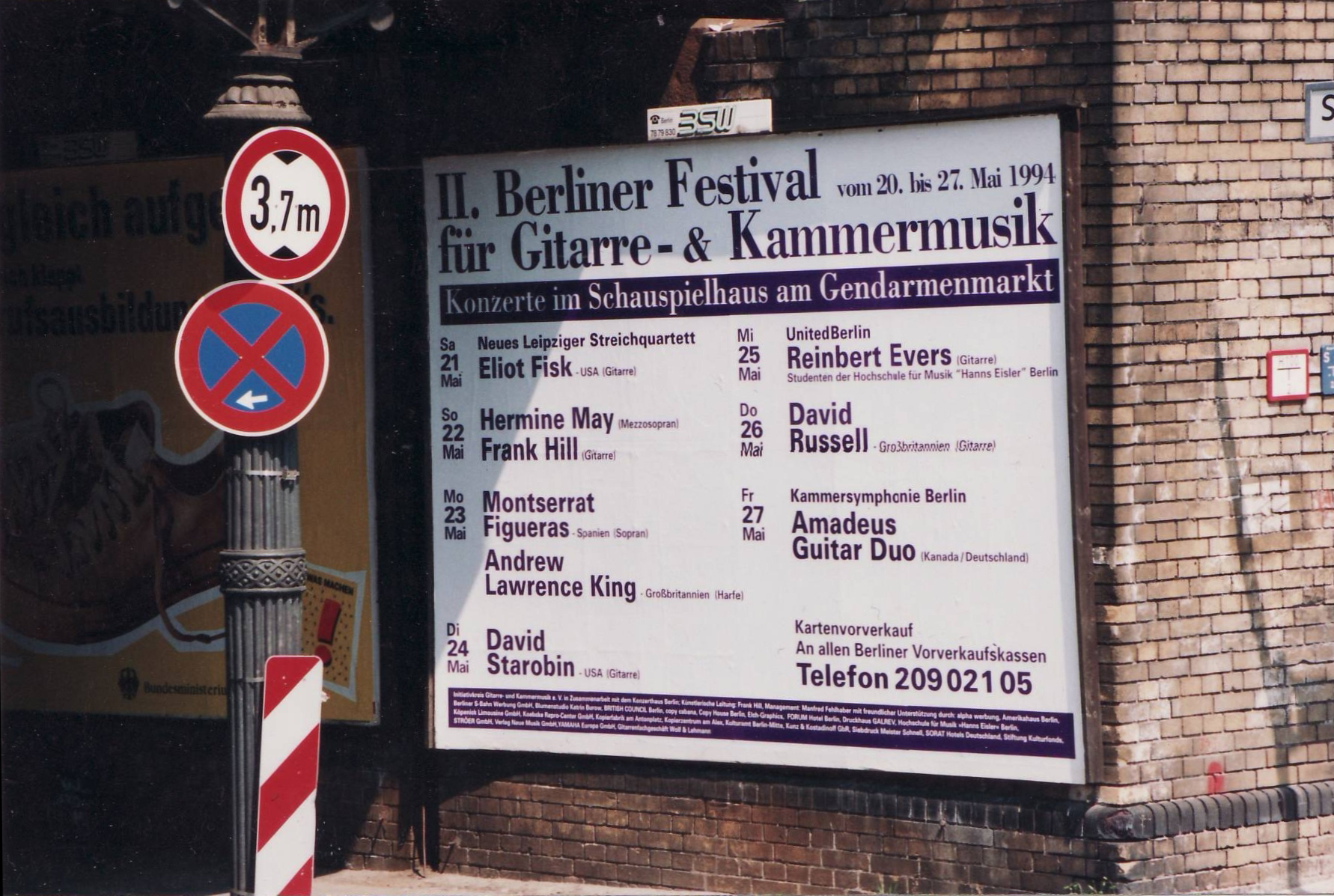
Plakat im Berliner Stadtbild

Autograph Abel Carlevaro

Die väterliche Familie steht in musischer Tradition, seit 1700 sind Berufsmusiker verzeichnet. Hill trat als Sechsjähriger in das Konservatorium Rostock ein, begann seine Studienzeit 1978 mit Medizin an der Rostocker Universität und schloss 1986 an der Hochschule für Musik „Franz Liszt“ in Weimar ab. Danach lebte er bis 2014 in Berlin, heute naturnah bei Berlin.
Zunächst trat er vorrangig als Konzertgitarrist, Festivalleiter und methodischer Autor in Erscheinung. 1986 wurde er einer der wenigen Gitarristen im Katalog der Künstler-Agentur der DDR, 1988 Mitglied im Verband der Komponisten und Musikwissenschaftler der DDR. Sehr weitreichende Konzertreisen von Mitte der 1980er bis Mitte der 1990er Jahre in Europa, Asien und Übersee nutzte er zum Sammeln interkultureller Eindrücke. In Berlin leitete er über zehn Jahre Festivals, deren Höhepunkt 1992 und 1994 die internationalen Festivals für Kammermusik und Gitarre im Konzerthaus Berlin waren. Die Realisierung an einem der führenden Plätze des Musiklebens galt als Novum für die Gitarre. Teil der Festivals waren Kompositionswettbewerbe in der Hochschule für Musik „Hanns Eisler“ Berlin, an welcher Hill zu dieser Zeit lehrte. 2009 wurde er an der Hochschule für Musik „Carl Maria von Weber“ Dresden zum Honorarprofessor für Gitarre und Methodik bestellt.
1993 und 1995 publizierte Hill eine von eigenen Stücken geprägte Gitarrenschule in zwei Bänden beim Friedrich Hofmeister Musikverlag, welche die Gitarre mit einer neuartigen Methodik den Orchesterinstrumenten angleicht. Abel Carlevaro (1916–2001) sah darin eine Fortsetzung seines Werkes. Seit 2019 erscheint eine zweite wesentlich größer angelegte Fassung in sieben Bänden (Musica Longa Berlin), von denen bisher drei publiziert sind.

## Kunst der Unterhaltung
Die Wahrnehmung der kompositorischen Arbeit von Frank Hill begann 1988 mit dem ersten Verlagsvertrag in Westberlin (Edition Margaux / seit 2000 Gruppe AMA Verlag). Ab 1990 lernte er über mehrere Jahre intensiv unter der Anleitung von Igor Rekhin (einem Schüler Aram Chatschaturjans) kompositorisches Handwerk. Seine klangliche Identität fand er 1995 mit einer Reihe von Kompositionen für Violine und Gitarre, von denen Hill im Mai 1996 zwei mit dem Berliner Philharmoniker und Komponisten Holm Birkholz im Konzerthaus Berlin uraufführte.
1996 begann auch Hills nebenberufliche Lehrtätigkeit als klassischer Gitarrist in der Jazzabteilung der Dresdener Musikhochschule, welche sich auf sein kompositorisches Arbeiten auswirkte und zur Selbstbezeichnung seiner Musik als Kunst der Unterhaltung führte. Dabei ist ein wesentlicher Aspekt Alter und Klassischer Musik von Bedeutung, die Trennung von „Ernst“ und „Unterhaltung“ findet nicht statt. Hill begreift alle heute hörbaren Epochen und Stile als Nährboden; verbindet beispielsweise Traditionen kontrapunktischer Kunstmusik mit körperbetonten rhythmischen Phrasen. Die erzählende und bildhafte Komponierweise – daraus hervorgehende Suggestionen sind literarischen Handlungssträngen vergleichbar – spiegelt sich in den Titeln wider, z. B.: …und sprechen wir es aus, so geht es verloren… für Klaviertrio, Vormittag eines Fauns für Violine, Manchmal, in der Nacht für Klavier, …von tiefem Blau… für 3 Klarinetten (B und Bass).
Dem 1996er Konzert folgten weitere Uraufführungen im Konzerthaus Berlin. 2004, 2005 und 2009 kam es zu abendfüllenden Porträtkonzerten im Berliner Ballhaus Naunynstraße. 2012 war seiner Klavierkammermusik ein ganzer Abend im Konzerthaus Berlin gewidmet.